# Фарбер, Дебора Ароновна
Дебора Ароновна Фарбер (24 мая 1924, Киев — 22 марта 2023) — советский и российский учёный-нейрофизиолог, психолог и педагог, доктор биологических наук (1968), профессор (1971), академик РАО (с 15 июня 1992 года). Основатель (в 1964 году) лаборатории нейрофизиологии когнитивной деятельности в Институте возрастной физиологии и физического воспитания АПН СССР.

## Биография
В войну была эвакуирована в Свердловск. Затем вернулась в Москву, поступила на биологический факультет МГУ и окончила его в 1947 году со специализацией по кафедре физиологии животных. Следующие два года проработала в токсикологической лаборатории Института питания АМН СССР, а с 1949 по 1954 год заведовала виварием Института нейрохирургии им. Н. Н. Бурденко АМН СССР.
С 1954 года проработала два года ассистентом кафедры анатомии и физиологии Белорусской сельскохозяйственной академии, а в 1956 году вернулась младшим научным сотрудником в Институт нейрохирургии имени Н. Н. Бурденко.
После защиты в 1957 году кандидатской диссертации на тему «Электрическая активность сетчатки при наличии очага местного возбуждения в зрительном нерве и корковом конце зрительного анализатора» перешла на работу в НИИ акушерства и гинекологии Минздрава СССР.
В 1964 году основала в Институте возрастной физиологии и физического воспитания АПН СССР, руководимом А. А. Маркосяном, лабораторию нейрофизиологии когнитивной деятельности.
В 1968 году защитила докторскую диссертацию по биологическим наукам на тему «Электрическая активность мозга в раннем онтогенезе». В 1971 году ей присвоено звание профессора.
С 1978 по 1990 год руководила комплексной программой исследований по проблеме «Физиология развития детей».
Избрана членом-корреспондентом Академии педагогических наук СССР 29 января 1989 года. А с 15 июня 1992 года — действительный член (академик) Российской академии образования по Отделению психологии и возрастной физиологии.
Скончалась 22 марта 2023 года.

## Научная деятельность
Основные исследования Деборы Ароновны Фарбер относятся к разделу нейрофизиологии, посвящённому изучению функционального развития мозга с рождения до 17 лет. Считается создателем нового направления в исследованиях — нейрофизиологии развития познавательной деятельности.
В исследованиях продолжала учение А. А. Ухтомского о доминанте. Выявила нелинейность структурно-функционального развития мозга — чередование периодов количественных изменений и существенных качественных преобразований мозговой организации деятельности.

## Премии и награды
- 2003 — Премия имени А. А. Ухтомского РАН «За цикл работ по возрастной нейрофизиологии»[5].

### Монографии
- Фарбер Д. А. Функциональное созревание мозга в раннем онтогенезе. — М.: Просвещение, 1969. — 279 с.
- Фарбер Д. А., Алфёрова В. В. Электроэнцефалограмма детей и подростков. М.: Педагогика, 1972. — 215 с.
- Бетелева Т. Г., Дубровинская Н. В., Фарбер Д. А. Сенсорные механизмы развивающегося мозга. — М., 1977.
- Фарбер Д. А. Физиология подростка. — М.: Педагогика, 1988.
- Фарбер Д. А., Семёнова Л. К., Алфёрова В. В. Структурно-функциональное созревание развивающегося мозга. — Л.: Наука, 1990. — 198 с. — ISBN 5-02-025811-3.

### Руководства
- Развитие мозга и формирование познавательной деятельности ребенка / под ред. М. М. Безруких, Д. А. Фарбер. — М.: Изд-во Моск. психол.-соц. ин-та; Воронеж: МОДЭК, 2009. — 432 с. — ISBN 978-5-9770-0361-2, ISBN 978-5-89395-929-1. — Серия «Библиотека психолога».
- Физиология развития ребенка. Руководство по возрастной физиологии / под ред. М. М. Безруких, Д. А. Фарбер. — М.: Изд-во Моск. психол.-соц. ин-та; Воронеж: МОДЭК, 2010. — 768 с. — ISBN 978-5-9770-0358-2, ISBN 978-5-89395-925-3. — Серия «Библиотека психолога».

### Учебники
- Дубровинская Н. В., Фарбер Д. А., М. М. Безруких М. М. Психофизиология ребенка. Психофизиологические основы детской валеологии: учеб. пособие для вузов — М.: ВЛАДОС, 2000. — 144 с. — ISBN 5-691-00459-X.

2-е изд.: Безруких М. М., Дубровинская Н. В., Фарбер Д. А. Психофизиология ребенка: учеб. пособие / 2-е изд., доп. — М.: Изд-во Моск. психол.-соц. ин-та; Воронеж: МОДЭК, 2005. — 494 с. — ISBN 5-89502-661-3, ISBN 5-89395-635-4. — Серия «Библиотека психолога».
- Безруких М. М., Сонькин В. Д., Фарбер Д. А. Возрастная физиология (физиология развития ребенка) / 4-е изд., стереотип. — М.: Академия, 2009. — 416 с. — ISBN 978-5-7695-5757-6.